# Alcha
Alcha (biał. Альха; ros. Ольха) – chutor na Białorusi, w obwodzie brzeskim, w rejonie brzeskim, w sielsowiecie Znamienka, w pobliżu Bugu, który stanowi tu granicę z Polską.
W pobliżu znajduje się przystanek kolejowy Zbunin, położony na linii Brześć - Włodawa.